# Pietro Lorenzoni
Pietro Lorenzoni (1. dubna 1830 – 20. srpna 1916 Cles) byl rakouský právník a politik italské národnosti, v 2. polovině 19. století poslanec Říšské rady z Tyrolska (respektive z Jižního Tyrolska).

## Biografie
Působil jako advokát a své profesi se věnoval až do své smrti, kdy patřil mezi nejstarší advokáty v Rakousku. Ještě ve svých 80 letech dojížděl do Vídně a osobně zastupoval svého klienta u nejvyššího správního soudu.
Byl aktivní politicky. Byl poslancem Tyrolského zemského sněmu, kde zasedal od roku 1889. Roku 1891 rezignoval v rámci hromadného složení mandátů italských poslanců na protest proti odmítnutí administrativní autonomie pro etnické Italy v jižním Tyrolsku. V roce 1895 ho italský volební výbor opět navrhl jako kandidáta do zemských voleb v Tyrolsku. Byl pak skutečně zvolen. Patřil mezi italské poslance bojkotující sněm. Uspěl i v doplňovacích volbách roku 1896, stejně jako v roku 1898.
Zasedal taky jako poslanec Říšské rady (celostátního parlamentu Předlitavska), kam nastoupil v doplňovacích volbách roku 1882 za kurii venkovských obcí v Tyrolsku, obvod Cles, Fondo atd. Slib slož. 18. prosince 1882. Ve volbách roku 1885 mandát obhájil. Ve volebním období 1879–1885 se uvádí jako Dr. Peter Lorenzoni, advokát, bytem Cles.
Po nástupu do parlamentu se připojil k nově vzniklému Coroniniho klubu, který se snažil o umírněnou provládní liberální politiku. Jako člen Coroniniho klubu se uvádí i po volbách roku 1885.
Zemřel v srpnu 1916 ve věku 86 let. V posledních měsících před smrtí byl upoután na lůžko.
Jeho syn Dr. Giovanni Lorenzoni (1873–1944), vyučoval národohospodářství na italské právní fakultě Univerzity v Innsbrucku a během 1. světové války přešel na italskou stranu.